# 飯山千里
飯山 千里（いいやま ちさと、1977年 - ）は、日本の建築家。群馬県桐生市と東京を拠点とする飯山千里建築設計事務所を主宰。群馬県桐生市生まれ。
代表作に高台の家（2009年、グッドデザイン賞）Kasukabe house春日部の家ユーコーハウス、contextile（2013年、第1回PLUS AWARDグランプリ） 藤沢・N邸 モノステンシル（2014年、第2回PLUS AWARD優秀賞） 駒形の家（2015年、2015日本建築学会技術部門設計競技優秀賞、日本エコハウス大賞2015入賞）宮子の家 PICCO LINO（JCDアワード2016銀賞、2017年第3回ショップデザインアワード優秀賞） mico cafe（安産子育ての宮「山名八幡宮」地域の再生、2017年グッドデザイン賞） 「宿坊観音院」（桐生市）内装やインテリアのコーディネート AZM BASE 安藤邸（神奈川県横浜市） veryberrysoup（神奈川県厚木市）など。
2000年、日本大学理工学部建築学科卒業。
2002年、日本大学大学院理工学研究科建築学専攻修士課程修了。
2003-2007年、株式会社みかんぐみ一級建築士事務所
2007年、飯山千里建築設計事務所設立。
2019年、日本大学理工学部建築学科非常勤講師。
2000年、日大AD2000受賞。2002年、AD2002＋受賞。2000年、うつくしま未来博覧会エコファミリーハウス国際設計コンペティション最優秀賞（吉岡寛之、立川博之、山寺美和子、黒川泰孝らと） 2002年、SDレビューSD賞（野桐友美子、田根剛らと）。